# Stantonia hammersteini
Stantonia hammersteini är en stekelart som beskrevs av Günther Enderlein 1908. Stantonia hammersteini ingår i släktet Stantonia och familjen bracksteklar. Inga underarter finns listade i Catalogue of Life.